# Betonica
Tribu
Genre
Betonica, les bétoines, est un genre de plantes à fleurs  de la famille des Lamiacées. C'est le seul genre connu de la tribu des Betoniceae.

## Liste des espèces
- Betonica alopecuros
- Betonica betoniciflora
- Betonica brantii
- Betonica bulgarica
- Betonica hirsuta
- Betonica macrantha
- Betonica nivea
- Betonica officinalis
- Betonica orientalis
- Betonica scardica